# Tó
Tó is een plaats (freguesia) in de Portugese gemeente Mogadouro en telt 209 inwoners (2001).